# 凹凸神探
凹凸神探，是一部香港麗的電視製作的短篇電視劇，於1982年首播。監製梅小青、故事編審區華漢，全劇共9集分兩個故事。故事圍繞一家私家偵探社調查的兩宗案件，一宗是富家子弟被綁架之謎 (第1-4集)，另一宗是涉及富翁被殺事件 (第5-9集)在調查過程中偵探社社員遇到了很多出人意料的問題和耐人尋味的情節。

## 劇情簡介
第一宗案件講述甘世添與多名死黨綁架自己，希望有錢創一番事業；他愛上在酒廊彈結他的細玲，可惜其父甘興家迫他迎娶門當戶對的富家女古瑪莉，而世添根本只愛細玲，於是在凹凸偵探社三名手下多番幫助世添脫離其父的迫婚，究竟結果會是如何？
第二宗案件講述富豪李鴻新突然死亡，其孫李國忠剛從外國回來，認為其祖父之死有被謀殺之嫌疑，並騁請李察深入調查，揭發出幕幕富豪家族錯綜複雜，勾心鬥角的關係......

## 主要演員
- 吳回 飾 李察
- 顧紀筠 飾 Angel
- 孟浪 飾 情聖
- 朱德惠 飾 胡丙
- 張國榮 飾 甘世添
- 葉玉萍 飾 細玲
- 倪詩蓓 飾 古瑪莉
- 張少媚 飾 阿娟
- 周俊明 飾 阿迪
- 馮文傑 飾 羅米基
- 鮑漢琳 飾 甘興家
- 呉桐 飾 古良華
- 良鳴 飾 玲父
- 卡迪遜 飾 李國忠
- 王偉 飾 李家駒
- 魏秋樺 飾 粱曼玲
- 劉志榮 飾 劉家浩
- 曹達華 飾 曹探長
- 李月清 飾 李老太
- 許英秀 飾 李鴻新
- 鄭文霞 飾 彩姐
- 丁櫻 飾 忠母

## 其他演員
- 許瑩英 飾 富太
- 張沛忠 飾 狗主人
- 阮令濤 飾 店員
- 司馬華龍 飾 富老總
- 徐意 飾 工人
- 胡邊月 飾 媽媽生
- 馮瑞珍 飾 齋堂主持
- 黃雪梅 飾 譽華
- 黃思 飾 肓老婦
- 伍永森 飾 何副經理
- 鄧德光 飾 律師
- 譚新源 飾 新丁

## 外部連結
- 凹凸神探部分演員及幕後工作人員名單